# Gononoorda jacobsoni
Gononoorda jacobsoni är en fjärilsart som beskrevs av Munroe 1977. Gononoorda jacobsoni ingår i släktet Gononoorda och familjen Crambidae. Inga underarter finns listade i Catalogue of Life.